# Wu Po-hsiung

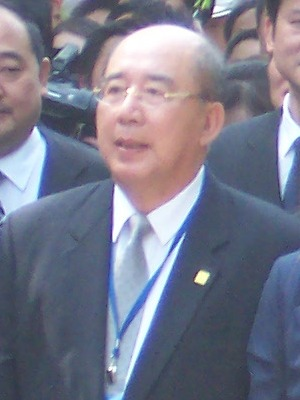
Wu Po-hsiung

Wu Po-hsiung (chiń. upr. 吴伯雄; chiń. trad. 吳伯雄; pinyin Wú Bóxióng; ur. 19 czerwca 1939) – polityk tajwański, przewodniczący Kuomintangu w latach 2007–2009, burmistrz Tajpej w latach 1988–1990, były minister spraw wewnętrznych oraz prezydencki sekretarz generalny od 1991 do 1996.
Wu urodził się w powiecie Taoyuan na Tajwanie. Należy do grupy etnicznej Hakka.
Przed objęciem stanowiska szefa Kuomintangu Wu był jego pierwszym wiceprzewodniczącym. Po rezygnacji ze stanowiska przewodniczącego przez Ma Ying-jeou, Wu został jego tymczasowym następcą. Po niedługim czasie zrezygnował jednak z funkcji, by móc przygotować się do wyborów stałego przewodniczącego Kuomintangu, zaplanowanych na 7 kwietnia 2007. W wyborach tych Wu zdobył około 90% głosów, pokonując Hunga Hsiu-chiu.
Wu Po-hsiung jest praktykującym buddystą. Jest drugim prezydentem tajwańskiego oddziału Buddha’s Light International Association.
Zwolennik zjednoczenia Tajwanu z Chinami kontynentalnymi, w 2005 i 2012 roku odwiedził Chińską Republikę Ludową, spotykając się z m.in. z przewodniczącym ChRL Hu Jintao.